# Sisyphus struwei
Sisyphus struwei är en skalbaggsart som beskrevs av Schafer och Fischer 1992. Sisyphus struwei ingår i släktet Sisyphus och familjen bladhorningar. Utöver nominatformen finns också underarten S. s. kivuensis.